# Silpha
Genre
Silpha est un genre d'insectes de l'ordre des coléoptères, de la famille des silphidés. Ces insectes sont nécrophages et se retrouvent à proximité des carcasses.

## Liste d'espèces
Selon BioLib (15 juin 2025)
- Silpha alpestris Kraatz, 1876
- Silpha businskyorum  Háva, J. Schneider & Růžička, 1999
- Silpha carinata Herbst, 1783
- Silpha khumbuensis  Schawaller, 1982
- Silpha koreana Cho & Kwon, 1999
- Silpha longicornis  Portevin, 1926
- Silpha martensi  Emetz & Schawaller, 1975
- Silpha melanura  Hope, 1831
- Silpha nepalica  Emetz & Schawaller, 1975
- Silpha obscura Linnaeus, 1758
- Silpha olivieri Bedel, 1887
- Silpha perforata Gebler, 1832
- Silpha puncticollis Lucas, 1846
- Silpha qinlinga  Schawaller, 1996
- Silpha schawalleri  Háva, J. Schneider & Růžička, 1999
- Silpha tristis Illiger, 1798
- Silpha tyrolensis Lalcharting, 1781

## Espèces mentionnées en Europe
Selon Fauna Europaea (9 janv. 2015)
- Silpha alpestris Kraatz, 1876
- Silpha carinata Herbst, 1783
- Silpha obscura Linnaeus, 1758
- Silpha olivieri Bedel, 1887
- Silpha puncticollis Lucas, 1846
- Silpha tristis Illiger, 1798
- Silpha tyrolensis Lalcharting, 1781